# نجف‌آباد (ارومیه)
نجف آباد، روستایی است از توابع بخش انزل و در شهرستان ارومیه استان آذربایجان غربی ایران.
این روستا با ارومیه تقریباً ۷۲ کیلومتر و با سلماس حدود ۴۰ کیلومتر فاصله دارد اهالی این روستا همگی مسلمان و شیعه هستند و به زبان ترکی آذربایجانی صحبت می‌کنند.
نزدیکترین روستا به آن روستای قالقاچی و قره باغ و گورچین قلعه و منطقه باستانی قالا داشی (کاظم خان قلعسی) است.
این روستا در دهه هشتاد رو به کاهش بوده به دلیل مهاجرت معکوس، اما در دهه نود وضعیت نسبتاً مطلوب است. نجف آباد (بویداش) در نزدیکی دریاچه ارومیه و در بخش عمیق آن قرار دارد.
بیشتر مردم روستا کشاورز بوده عده بسیار کمی نیز دامداری سنتی میکنند و تعدادی به نگهداری زنبور عسل مشغول‌اند.
بخش اعظم جمعیت روستا در گذشته دور به سبب جنگ جهانی دوم و نیز جیلولوق (واقعه غارت و کشتار توسط ارامنه و آشوری‌ها و کردها) از بین رفته است.
در بین سه روستای نزدیک به نجف آباد این روستا از طبیعت بهتری برخوردار بوده و با داشتن قنات‌هایی پر آب زندگی در آن در جریان است.
لازم به ذکر است که بگویم چند صد سال پیش این روستا در کنار محل فعلی خود بنام روستای بولقاله وجود داشت که جمعیت بسیاری داشته و از قزل باش‌ها بوده‌اند و معمولاً مسیحی بودند.

## امکانات
روستا یک مسجد جامع همراه با حسینیه میباشد. داخل روستا سه قهوه خانه وجود دارد. به همت اهالی روستا نانوایی نیز در روستا هست؛ علاوه بر این‌ها دارای مدرسه، زمین خاکی فوتبال، آرامستان و غسالخانه نیز است.
در پشت حیاط روستا یک حمام عمومی قدیمی وجود داشته که توسط مهندس زن آلمانی طراحی و ساخته شده بود که متأسفانه امروزه تنها چند دیوار و آثاری از آن باقی مانده است.
بزرگترین و مهم‌ترین معدن نمک ارومیه و نیز معدن سنگ گرانیت نیز در این روستا قرار دارد.
روستا دارای دو چشمه و قنات پر آب است که آبی پاک و زلال دارند و تمام دوازده ماه سال جاری‌اند.

## جمعیت
این روستا در دهستان انزل شمالی قرار داشته و بر اساس سرشماری سال ۱۳۸۵ جمعیت آن ۳۴۹ نفر (۱۰۷ خانوار)

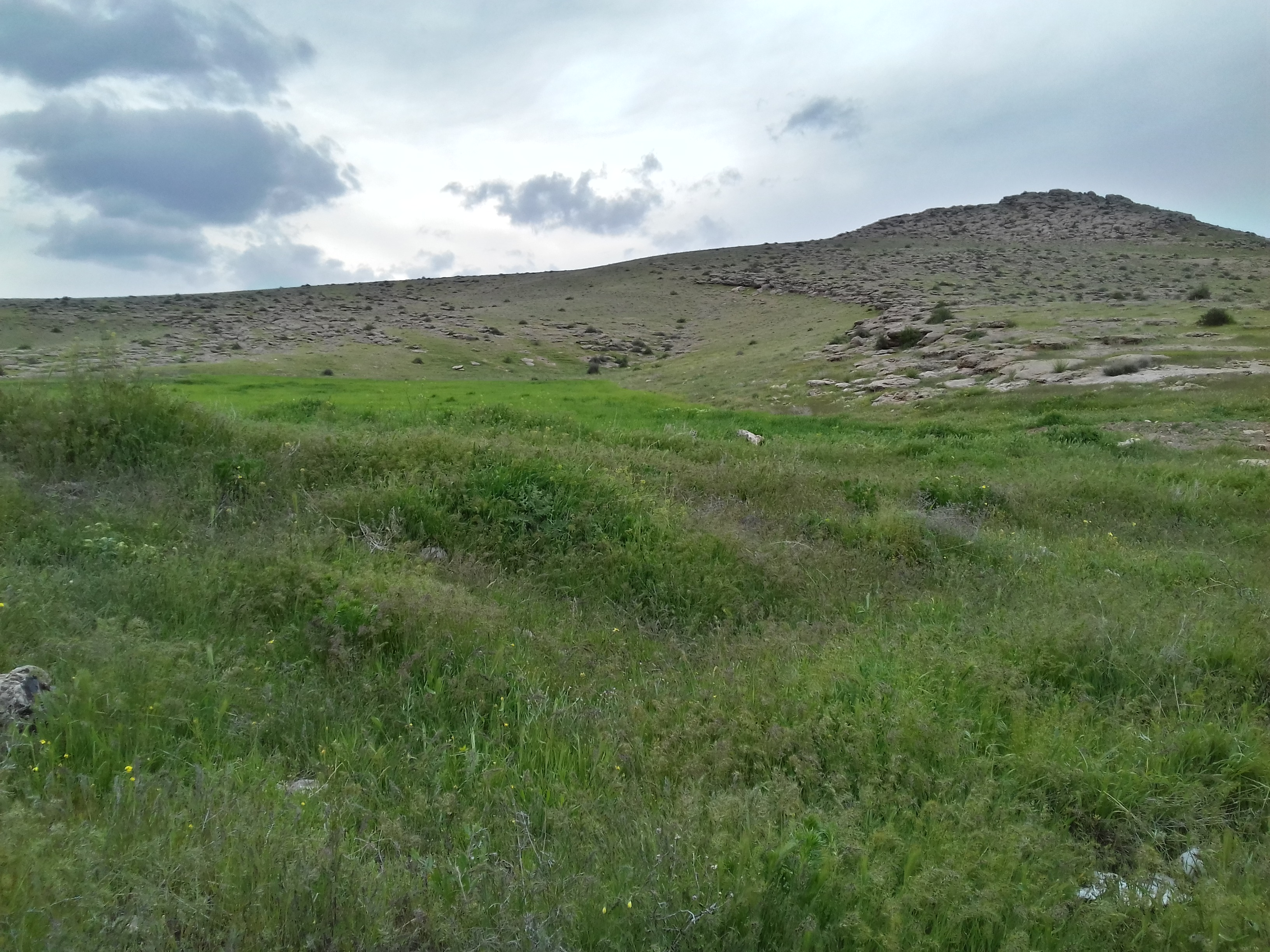
روستای نجف آباد ارومیه

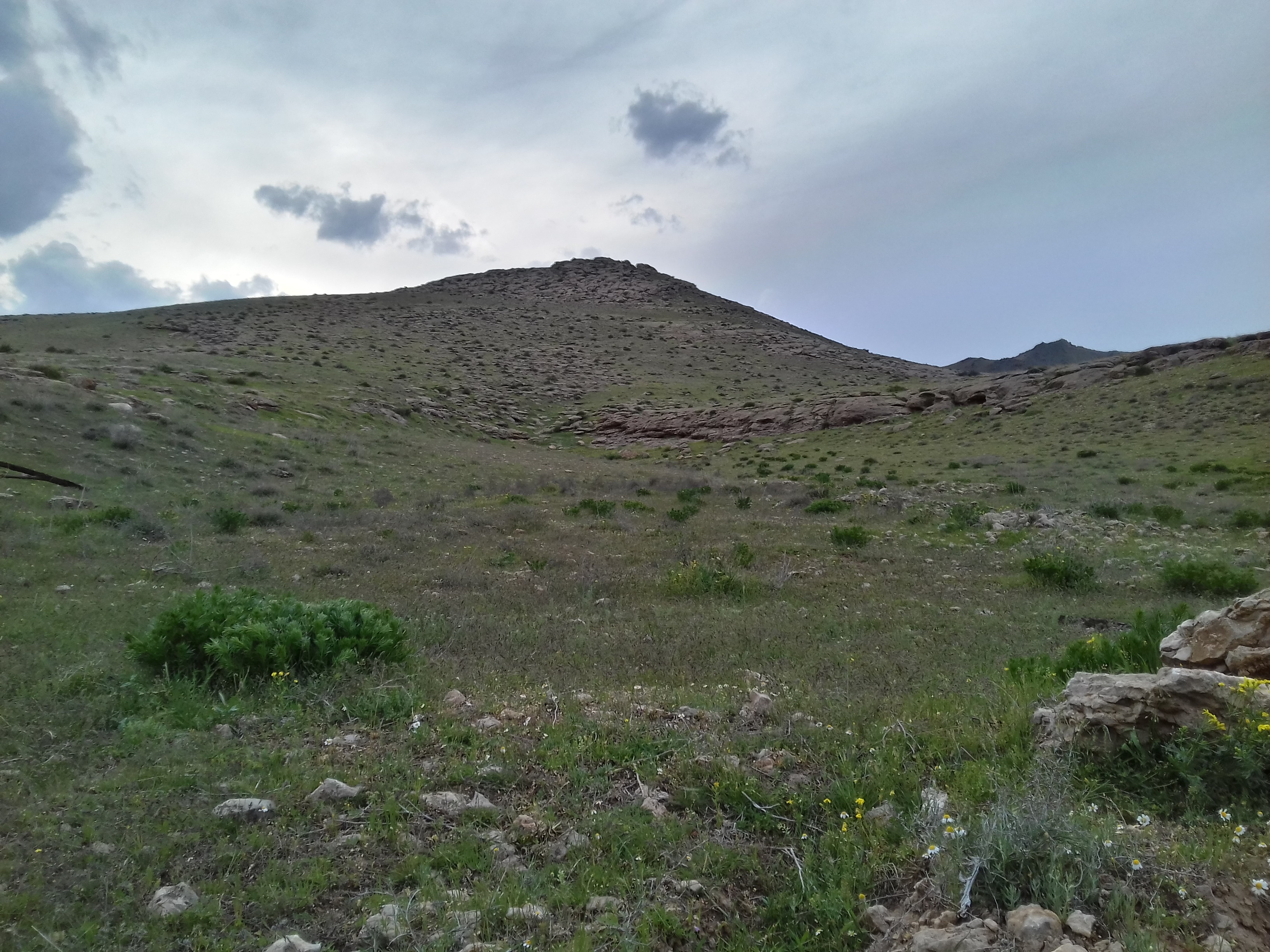
روستای نجف آباد ارومیه

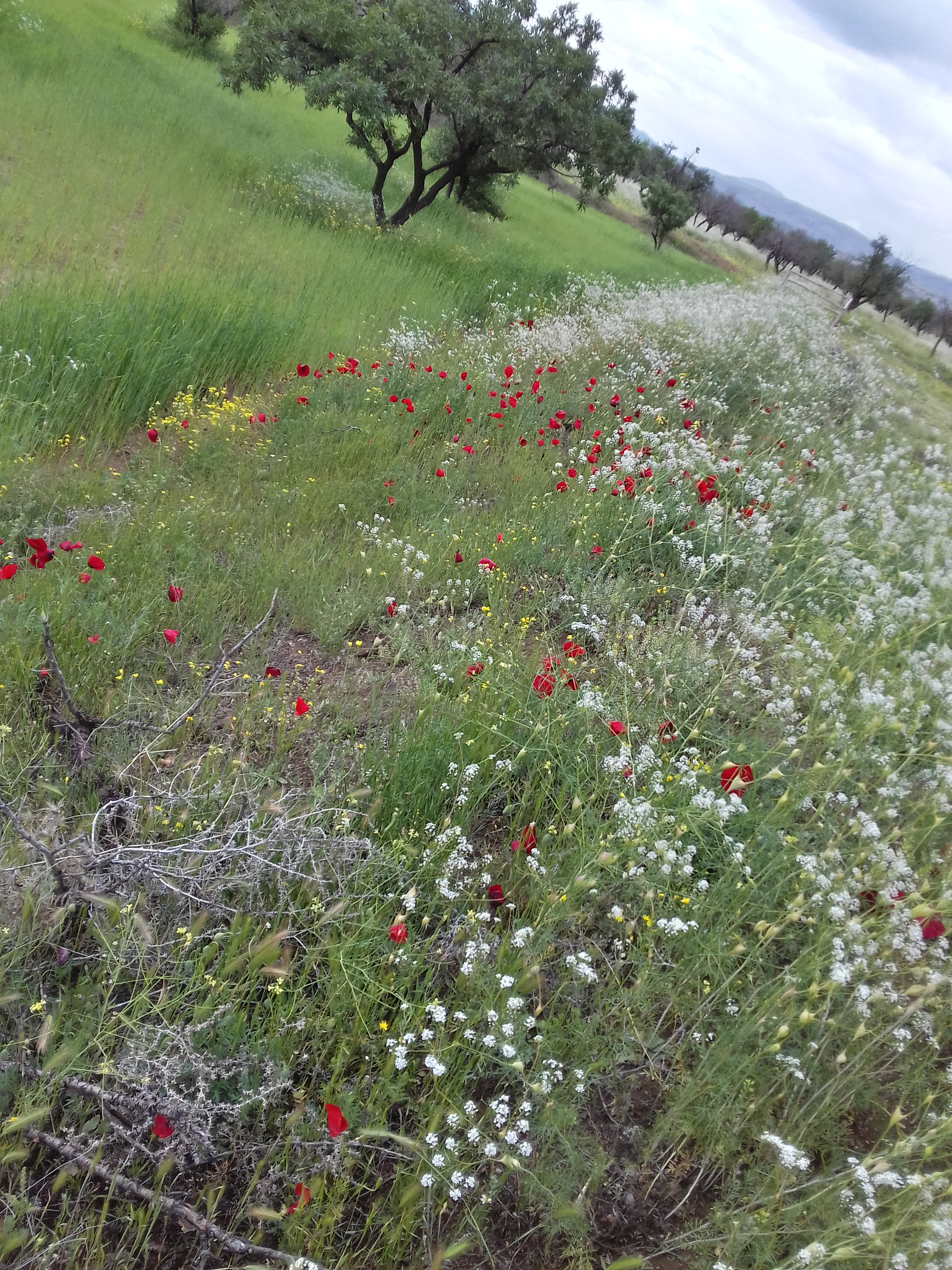
روستای نجف آباد ارومیه

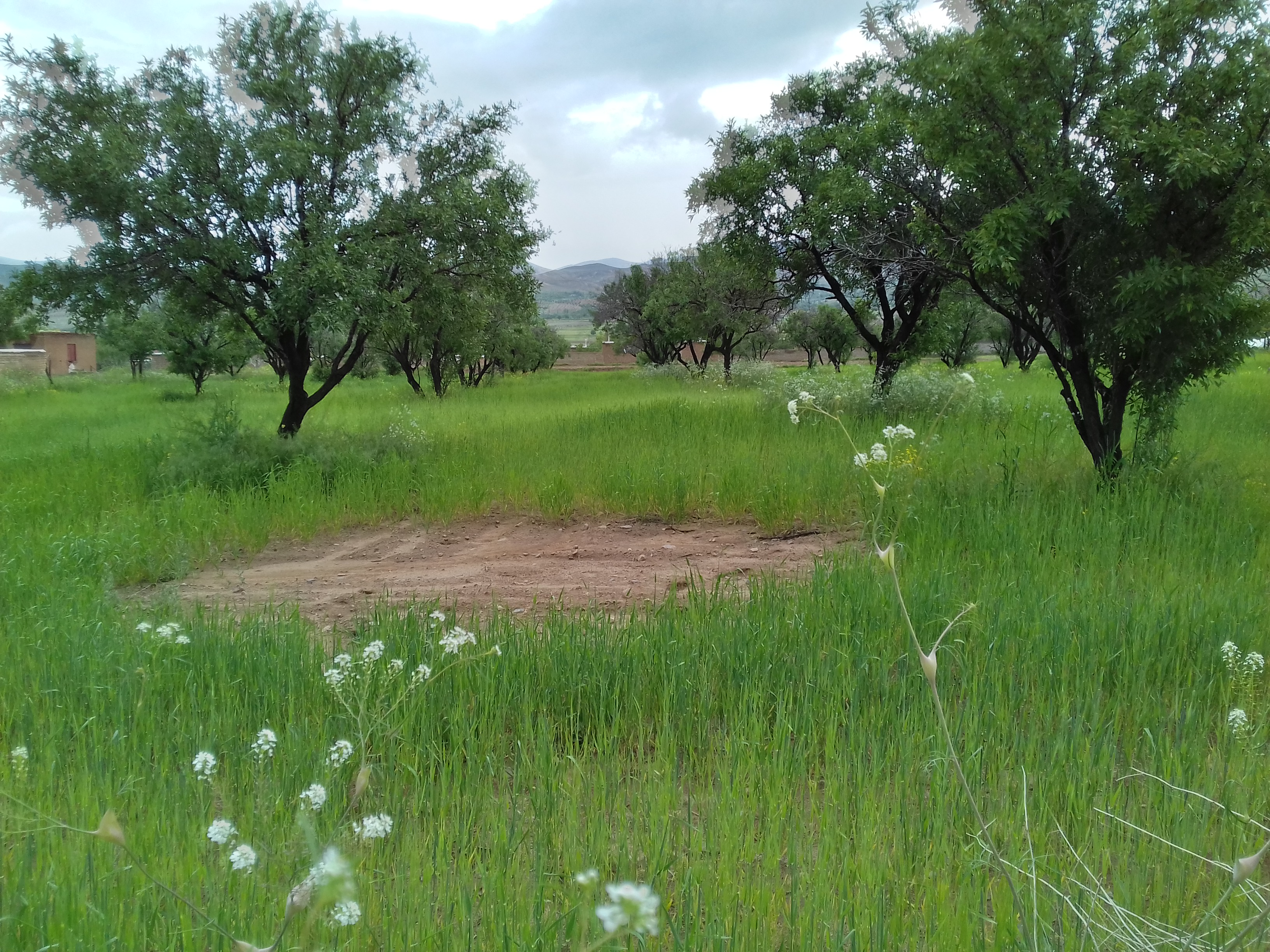
روستای نجف آباد ارومیه

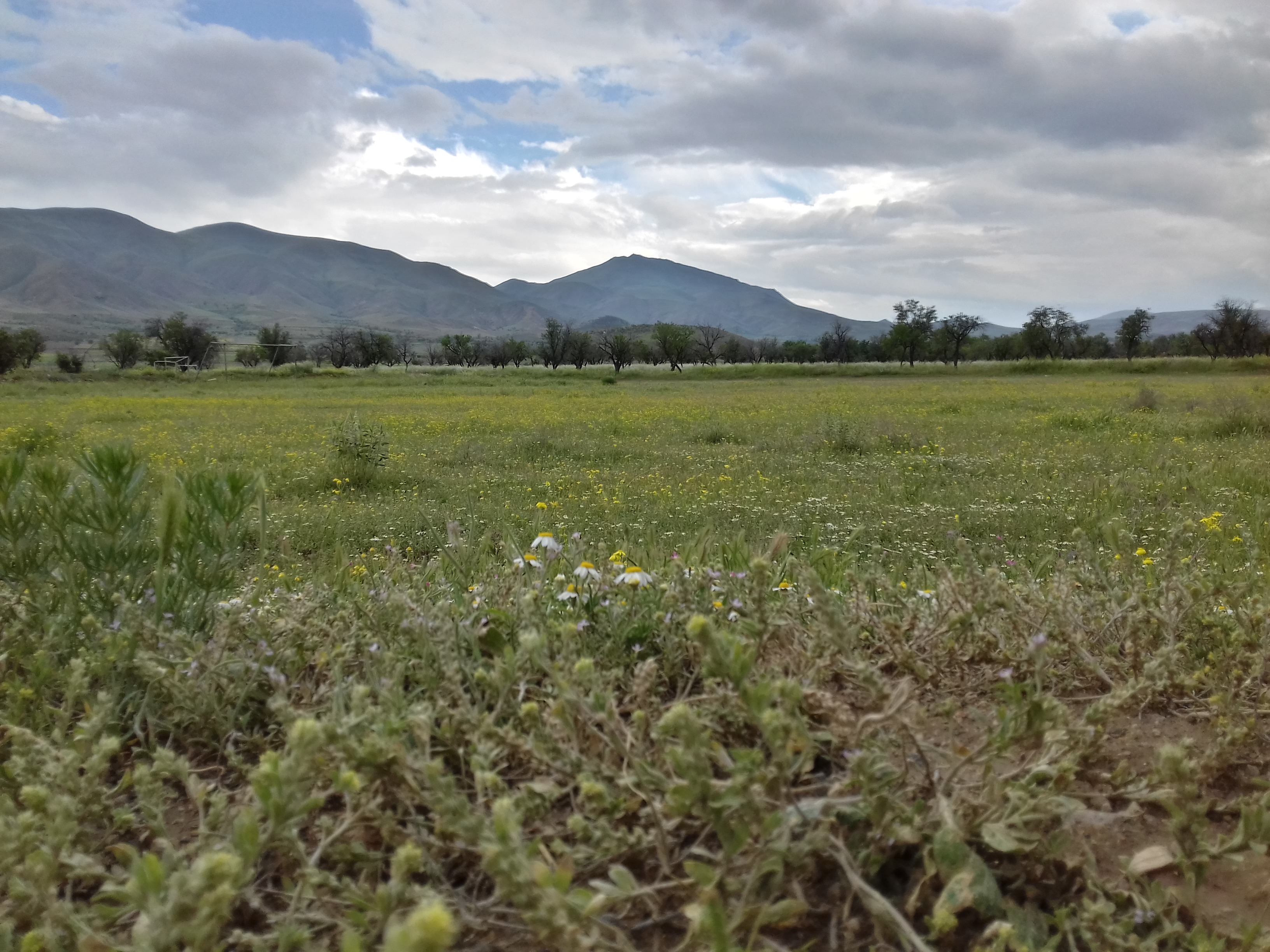
روستای نجف آباد ارومیه

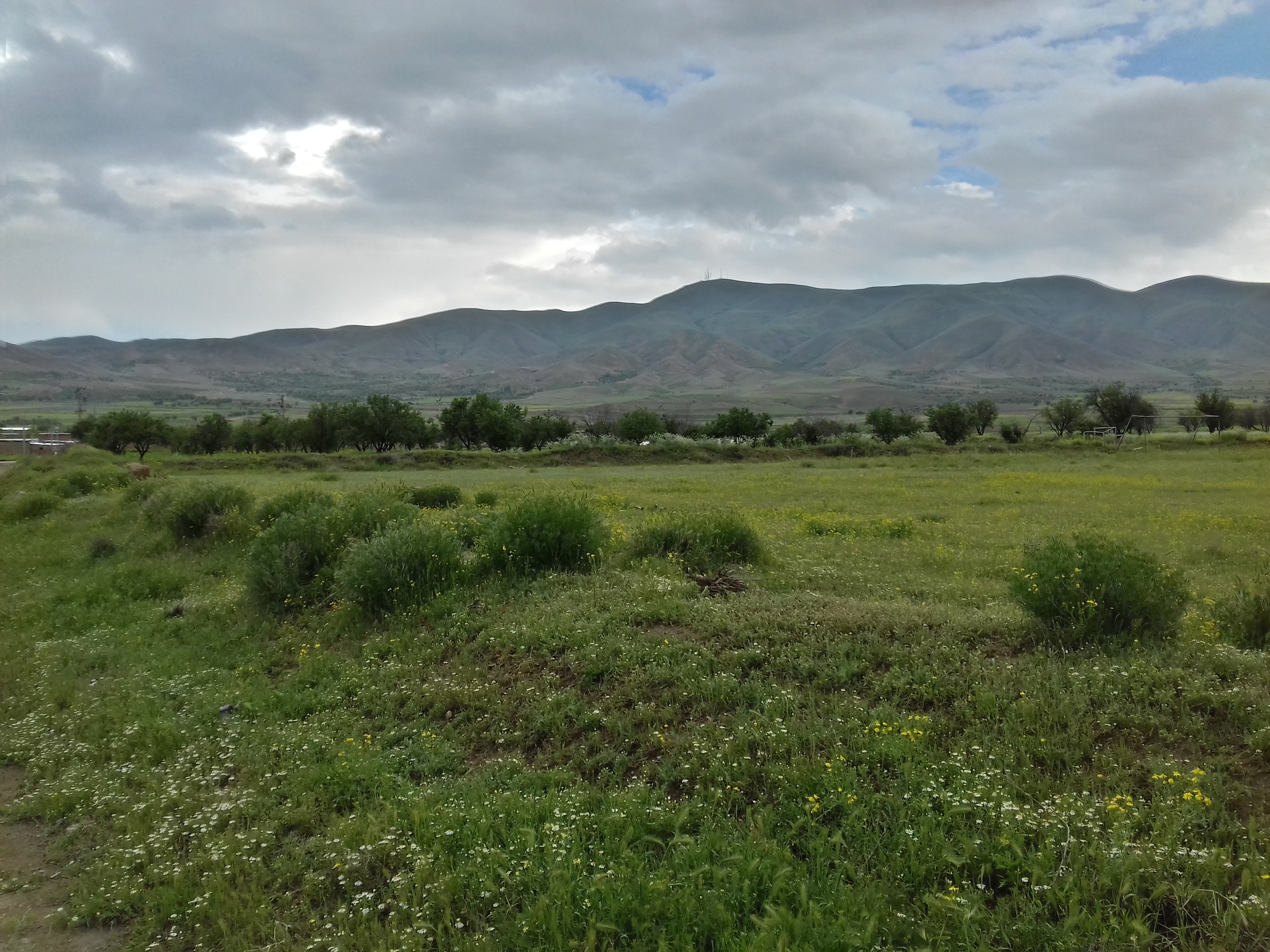
روستای نجف آباد ارومیه

بوده‌است.